# خوان دومک
خوان دومک (اسپانیایی: Juan Domecq‎؛ زادهٔ ۱۰ ژوئن ۱۹۵۰) بازیکن بسکتبال اهل کوبا است.